# Tamins
Tamins (rétorománsky Tumein) je obec ve švýcarském kantonu Graubünden, okresu Imboden. Nachází se v údolí Rýna, asi 10 kilometrů jihozápadně od kantonálního hlavního města Churu, v nadmořské výšce 662 metrů. Má přibližně 1 200 obyvatel.

## Geografie

Letecký pohled na Tamins (1947)

Pod hradní skálou v místní části Reichenau se nachází soutok Předního a Zadního Rýna; zde tak vzniká Rýn. Západně od železniční stanice Reichenau-Tamins, která však leží na katastru sousední obce Domat/Ems, se za mostem přes Zadní Rýn rozdělují železniční tratě Rhétské dráhy z Churu: jedna trať vede přes Thusis do Engadinu, druhá přes Disentis do Andermattu.
Území obce se rozkládá za průsmykem Kunkelspass směrem na sever do údolí Tamins. Nad touto oblastí a nad Grossalpem se obec rozkládá ve vysokých horách s nejvyšším bodem Ringelspitz (3 247 metrů). Chata Švýcarského alpinistického spolku na Ringelspitz má typický alpský charakter.

## Historie
Při vykopávkách na staveništi jihovýchodně od kostelního vrchu byly nalezeny pozůstatky osídlení, které pravděpodobně pocházejí z období neolitu. Podle ohledání těchto nálezů archeology je toto sídliště jedním z nejstarších v kantonu Graubünden.
Tamins je poprvé zmiňován v roce 1224 jako Tuminne. V roce 1225 se pak uvádí jako Tvminnis a v roce 1399 jako Tumins.

## Obyvatelstvo

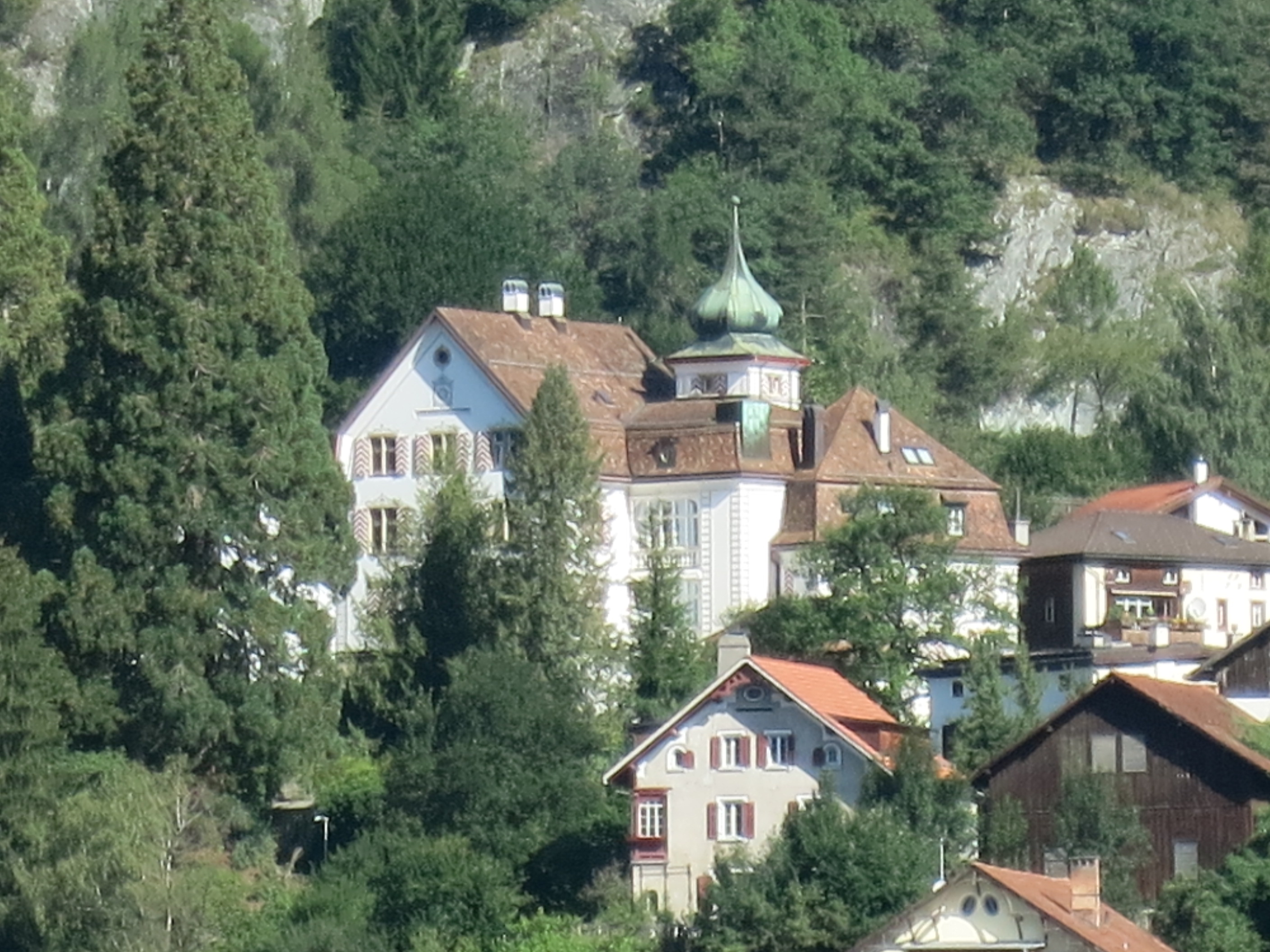
Zámek Bass v Tamins

| Vývoj počtu obyvatel | Vývoj počtu obyvatel | Vývoj počtu obyvatel | Vývoj počtu obyvatel | Vývoj počtu obyvatel | Vývoj počtu obyvatel | Vývoj počtu obyvatel | Vývoj počtu obyvatel | Vývoj počtu obyvatel | Vývoj počtu obyvatel | Vývoj počtu obyvatel | Vývoj počtu obyvatel | Vývoj počtu obyvatel | Vývoj počtu obyvatel |
| -------------------- | -------------------- | -------------------- | -------------------- | -------------------- | -------------------- | -------------------- | -------------------- | -------------------- | -------------------- | -------------------- | -------------------- | -------------------- | -------------------- |
| Rok                  | 1850                 | 1888                 | 1900                 | 1930                 | 1950                 | 1980                 | 1990                 | 2000                 | 2005                 | 2010                 | 2012                 | 2014                 | 2020                 |
| Počet obyvatel       | 770                  | 585                  | 863                  | 618                  | 781                  | 946                  | 1 112                | 1 167                | 1 163                | 1 184                | 1 222                | 1 226                | 1 226                |

### Jazyky
Ke změně jazyka v Tamins z původní graubündenské rétorománštiny na němčinu došlo velmi brzy. Kdy přesně, není známo. V obci však historicky existovala a stále existuje malá menšina mluvčích rétorománštiny. Mluví dialektem středního Graubündenu, ale jako spisovný jazyk tradičně používají dialekt Sursilvan. Několik desítek místních obyvatel také používá italštinu.
Vývoj v posledních desetiletích ukazuje následující tabulka:
| Jazyky v Tamins |                   |                   |                   |                   |                   |                   |
| Jazyk           | Sčítání lidu 1980 | Sčítání lidu 1980 | Sčítání lidu 1990 | Sčítání lidu 1990 | Sčítání lidu 2000 | Sčítání lidu 2000 |
| Jazyk           | Počet             | Podíl             | Počet             | Podíl             | Počet             | Podíl             |
| Němčina         | 795               | 84,04 %           | 962               | 86,51 %           | 1 032             | 88,43 %           |
| Rétorománština  | 67                | 7,08 %            | 62                | 5,58 %            | 41                | 3,51 %            |
| Italština       | 59                | 6,24 %            | 42                | 3,78 %            | 33                | 2,83 %            |
| Počet obyvatel  | 946               | 100 %             | 1 112             | 100 %             | 1 167             | 100 %             |

## Doprava

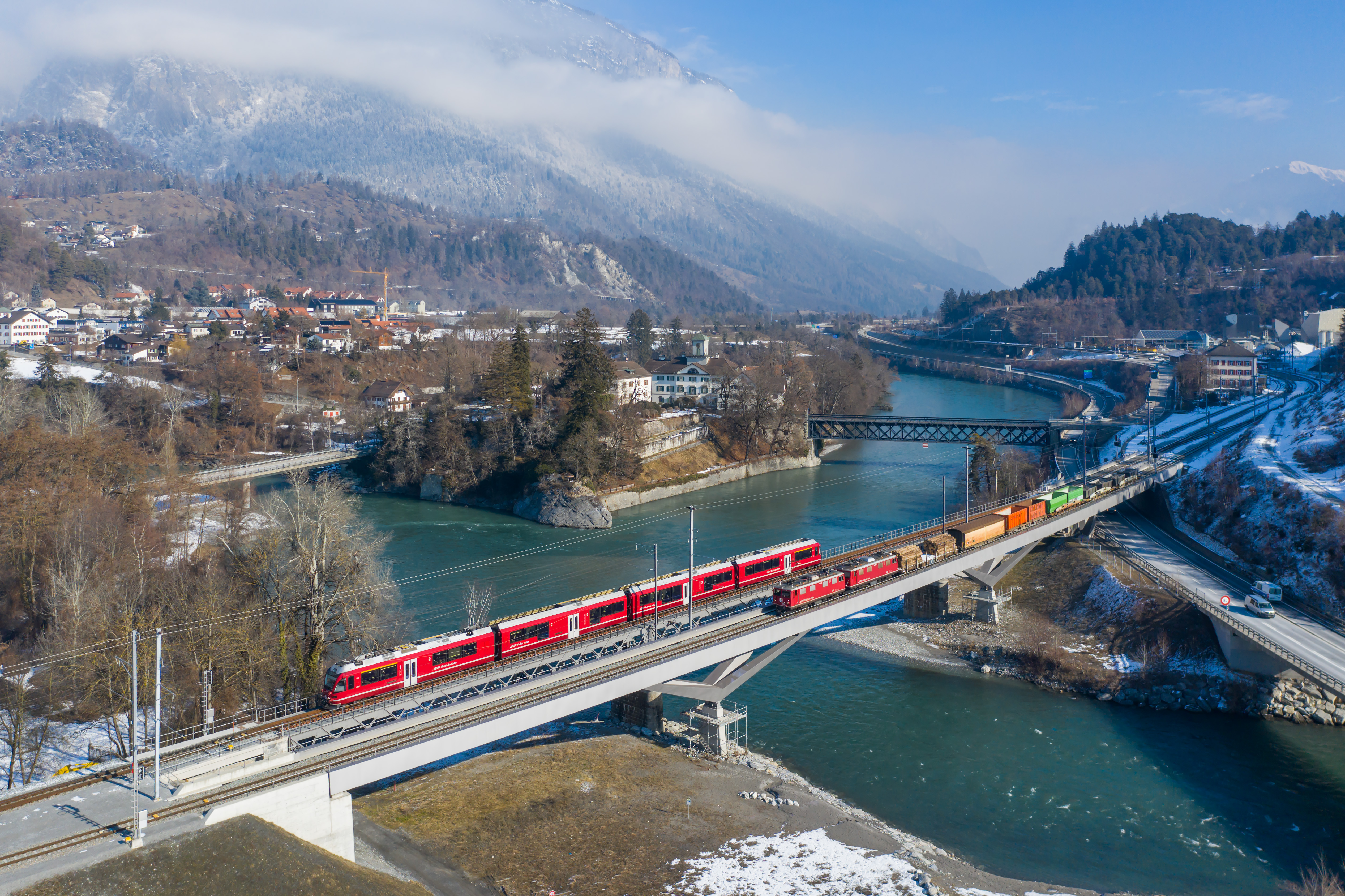
Železniční mosty přes Zadní Rýn, v pozadí soutok obou Rýnů a obec Tamins

Obec leží na kantonální hlavní silnici č. 13, ze které se v Tamins odpojuje silnice č. 19, vedoucí přes Ilanz do Disentisu a Andermattu. V její bezprostřední blízkosti vede také dálnice A13 v trase St. Margrethen – Chur – Bellinzona. Železniční stanice Reichenau-Tamins je železničním uzlem, kde z trati Landquart–Thusis (na niž dále navazuje Albulská dráha překonávající stejnojmenné pohoří a končící ve Svatém Mořici) odpojuje trať do Disentisu.